# Maria Simonetta Bondoni Pastorio

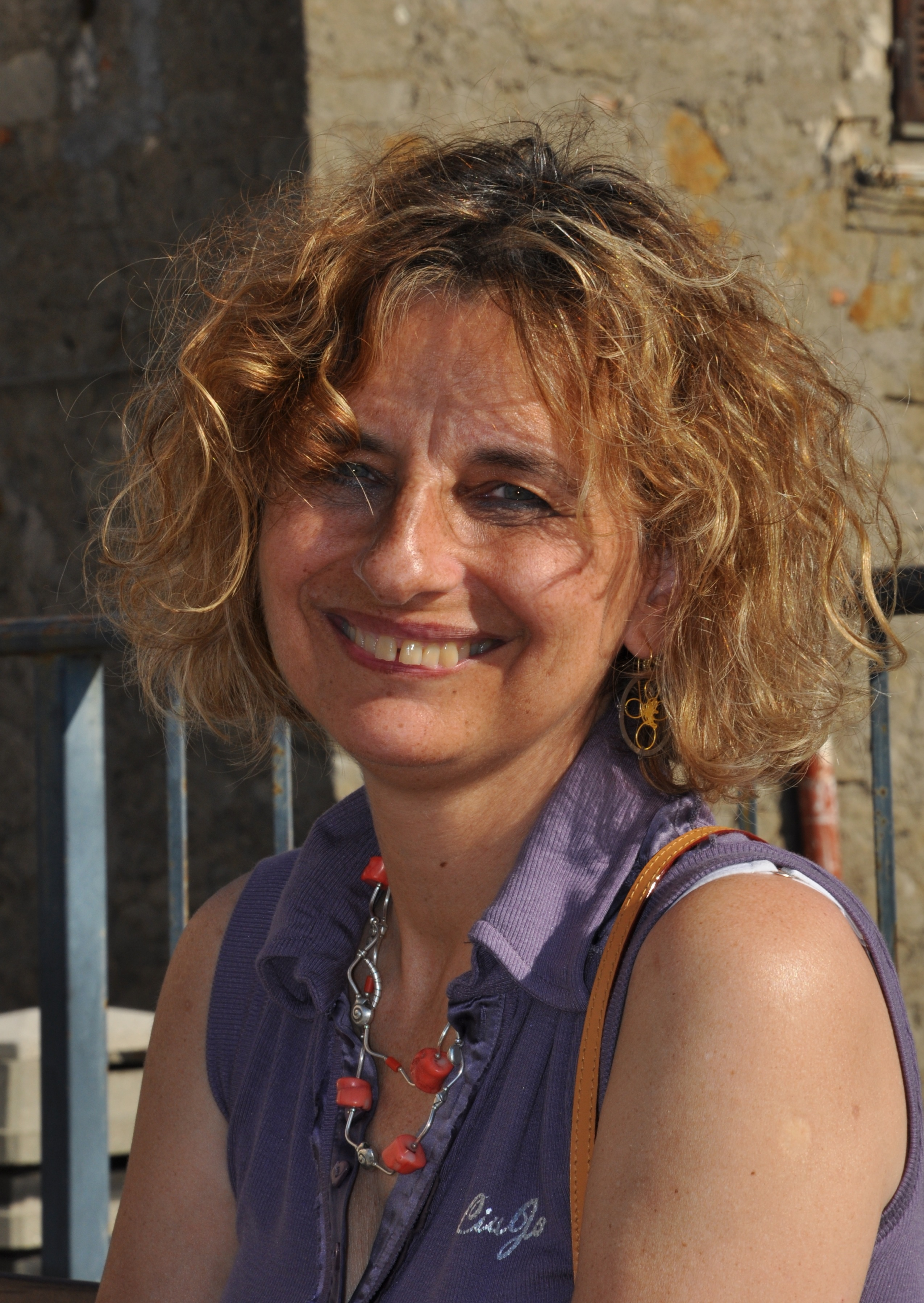
Maria Simonetta Bondoni Pastorio

Maria Simonetta Bondoni Pastorio (Mantova, 22 agosto 1954 – Castiglione delle Stiviere, 6 ottobre 2012) è stata una storica dell'arte italiana.

## Biografia
Terminati gli studi classici, si laurea nel 1977 in Museografia all'Università degli Studi di Bologna, con una tesi sul patrimonio artistico di Reggio nell'Emilia.
Consegue poi il perfezionamento in Storia dell'Arte, sotto la guida di Renato Barilli, con un lavoro sulle componenti visuali della poesia contemporanea.
Dalla passione per la lirica visiva e d'avanguardia nasce il colloquio intellettuale con il poeta Corrado Costa. Nel 1981 appare il volume "Tacere e tra / dire", in cui il percorso critico tracciato da Bondoni Pastorio si unisce ai disegni di Costa. L'edizione di questo libro d'artista a quattro mani appare come supplemento alla rivista Tam Tam, diretta da Adriano Spatola.
Tra il 1978 e il 1987 lavora all'Istituto per i beni artistici, culturali e naturali della Regione Emilia-Romagna. Per l'Istituto cura sul territorio due fondamentali censimenti del patrimonio regionale: il repertorio dei teatri storici (1982) e, assieme a Giulio Busi, un'indagine sulla Cultura ebraica in Emilia-Romagna (1987) la prima su questo argomento condotta da una Regione italiana, e a tutt'oggi la più esaustiva. Lo studio, sfociato in un volume di oltre 700 pagine, abbraccia le testimonianze urbanistiche e architettoniche (ghetti, sinagoghe e cimiteri), gli arredi liturgici (mobili e argenti sinagogali), i beni librari e i documenti d'archivio.
Lasciato l'IBC, fonda nel 1988, a Bologna, la galleria "Fattoadarte". Lo spazio espositivo è dedicato alle arti decorative del Novecento e al design, in specie a quello postmoderno. Tra il 1988 e il 1993 cura, tra l'altro, mostre di Ettore Sottsass, Massimo Iosa Ghini, Denis Santachiara, Mauro Bellei, Lino Fiorito, Imelde Corelli Grappadelli, Doriana Chiarini.

## Il Museo di Palazzo Bondoni Pastorio

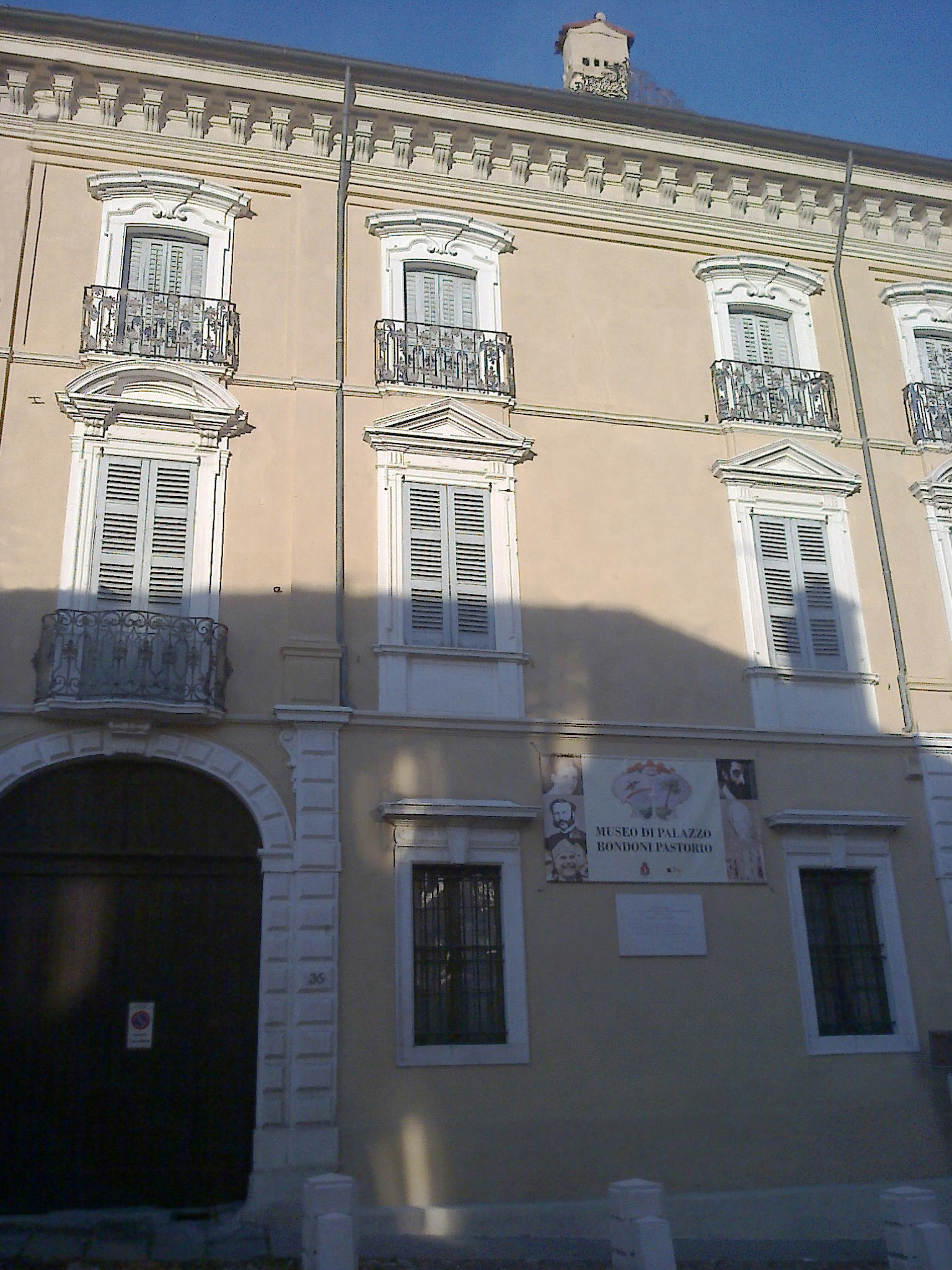
Castiglione delle Stiviere, Palazzo Bondoni Pastorio.

Dalla fine degli anni novanta, Maria Simonetta Bondoni Pastorio si dedica al progetto di trasformare la dimora della sua famiglia, a Castiglione delle Stiviere, in casa-museo. A questo scopo dà vita a una Fondazione, a cui conferisce il prezioso archivio storico dei Bondoni Pastorio, e un'ampia dotazione di arredi e dipinti. Dopo un lungo lavoro di restauro, il Museo di Palazzo Bondoni Pastorio apre i battenti nel 2009. Nelle stanze dell'antico edificio, fatto costruire da Bartolomeo Pastorio nel XV secolo e sempre trasmesso per linea ereditaria, vengono raccolte le testimonianze sulla vita patrizia in Lombardia. Una sezione del Museo è dedicata a Henry Dunant, ospite dei Pastorio nei giorni immediatamente successivi alla battaglia di Solferino del 24 giugno 1859, che proprio nel palazzo di Castiglione delle Stiviere concepì la prima idea della Croce Rossa.
Nel marzo 2012, già gravemente malata, cura l'ultima, importante mostra, con materiali e documenti inediti sul Generale Giuseppe Tellera.

## Opere principali
- 2012 La Libia amara del generale Giuseppe Tellera : lettere e testimonianze inedite, a cura di Maria Simonetta Bondoni Pastorio, Castiglione delle Stiviere, Fondazione Palazzo Bondoni Pastorio
- 2010 Orientalista e viaggiatore: Henry Dunant a Castiglione delle Stiviere : con lettere e documenti inediti della Famiglia Pastorio, a cura di Maria Simonetta Bondoni Pastorio e Giulio Busi, Castiglione delle Stiviere, Fondazione Palazzo Bondoni Pastorio
- 1991 Archeopatafisica: Imelde Corelli Grappadelli. Catalogo, a cura di Simonetta M. Bondoni, Bologna, Fattoadarte
- 1987 Cultura ebraica in Emilia Romagna, a cura di Simonetta M. Bondoni e Giulio Busi, Rimini, Luisè
- 1982 Teatri storici in Emilia Romagna, a cura di Simonetta M. Bondoni, Bologna, Istituto per i beni culturali della Regione Emilia-Romagna
- 1981 Tacere e tra/dire: sulla poesia di Corrado Costa, Torino, Geiger